# شانون کین
شانون کین (به انگلیسی: Shannon Kane) (زاده ۱۴ سپتامبر ۱۹۸۶) بازیگر آمریکایی است.
از فیلم‌های معروف او می‌توان به فیلم بهترین‌های بروکلین ، کولکشن و اصیل‌ها اشاره کرد.